# Lázaro Expósito

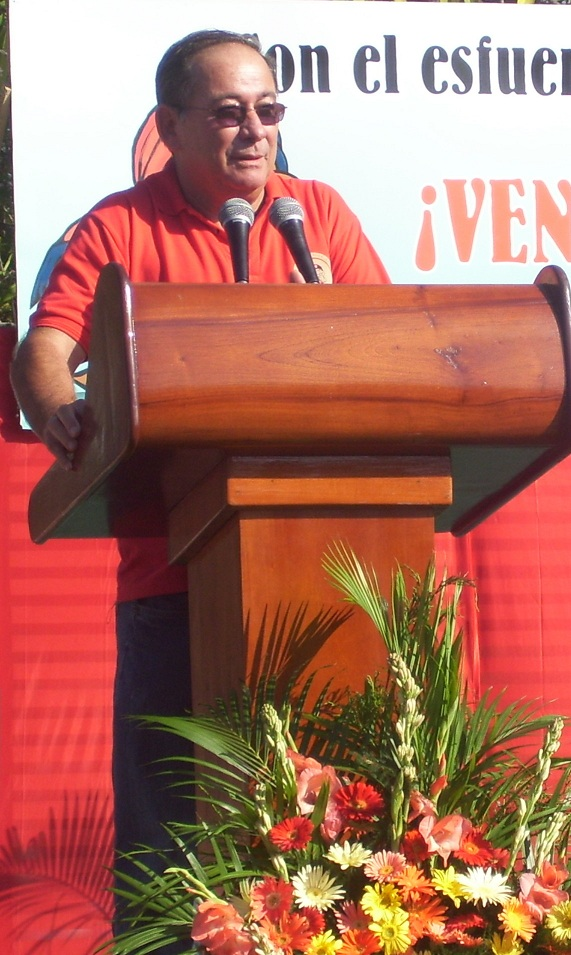
Lázaro Expósito

Lázaro Fernando Expósito Canto (* 1955 in Caibarién, damalige Provinz Las Villas) ist ein kubanischer Politiker und Mitglied des Zentralkomitees der PCC sowie Erster Sekretär der Partei in der Provinz Santiago de Cuba.

## Leben
Er begann seine Berufstätigkeit als Lehrer an der Grundschule „Conrado Benítez“ in seiner Heimatstadt Caibarién (Provinz Villa Clara) und stieg bald zum Schulleiter auf. Als Politiker diente er erst als stellvertretender, später als amtierender Bürgermeister („Vorsitzender der örtlichen Volksmacht“) sowie als Delegierter der Provinzversammlung und ab 1994 als Erster Parteisekretär der Provinzhauptstadt Santa Clara. Seit 1993 ist er für den Wahlbezirk Manzanillo (Provinz Granma) Abgeordneter des zweimal jährlich tagenden kubanischen Parlaments („Nationalversammlung“).
2001 wurde Expósito das Amt des Ersten Parteisekretärs der Provinz Granma übertragen, das die höchste Verantwortungsstufe auf Provinzebene darstellt. 2009 wechselte er in gleicher Funktion in die größere und bedeutendere Provinz Santiago de Cuba, der er seitdem vorsteht. Auf dem VI. Kongress der Kommunistischen Partei wurde er im April 2011 in Havanna als Mitglied des 115-köpfigen Zentralkomitee der Partei wiedergewählt, dem er bereits seit dem V. Parteikongress 1997 angehörte.

## Politik
Im Vergleich zu anderen kubanischen Parteifunktionären genießt Lázaro Expósito einen hohen Bekanntheitsgrad und eine äußerst ungewöhnliche Popularität unter der von ihm regierten Bevölkerung. Anhänger haben ihm sogar eine eigene Fan-Seite auf Facebook mit dem Titel „Lasst uns Lázaro Expósito klonen“ gewidmet. Er gilt als äußerst zupackend und fleißig, sowie als offen für die Bedürfnisse der Bevölkerung, außerdem sind ihm seine familiären Beziehungen zur Staatsführung zur Durchsetzung seiner Projekte dienlich: Lázaro Expósito gehört durch seine Ehe mit Raúl Castros Tochter Nilsa zum Kreis der in Kuba seit dem Sieg der Revolution 1959 ununterbrochen regierenden Herrscherfamilie. Die streng staatlich kontrollierten kubanischen Medien erwähnen keinerlei private Einzelheiten aus der Familie Castro, berichten aber ausführlich über Auftritte und Leistungen des Provinzchefs – beispielsweise über unangekündigte Kontrollbesuche in staatlichen Unternehmen, die seinen persönlichen Einsatz gegen die weit verbreitete Korruption belegen sollen.
Unter Expósitos Führung wurden – zunächst in der Provinz Granma, seit 2009 auch in Santiago – zahlreiche Verkaufsstellen für Lebensmittel und andere Güter des täglichen Bedarfs neu eröffnet, in denen, umgerechnet um rund 20 Prozent rabattiert gegenüber den offiziellen Preisen in den Devisenshops, mit kubanischen Pesos bezahlt werden kann. Neben derartigen staatlichen Betrieben und Restaurants ließ er in der Provinz Santiago probeweise auch private Verkaufsstände für landwirtschaftliche Erzeugnisse zu, bevor dieses erfolgreiche Experiment später zur Legalisierung auf nationaler Ebene führte. Ein unter seiner Verantwortung maßgeblich vorangetriebenes Infrastruktur-Großprojekt ist die Sanierung der Trinkwasserversorgung der Provinzhauptstadt Santiago de Cuba, und damit die Überwindung eines der drängendsten Missstände im Alltagsleben großer Teile der Bevölkerung.
Die Finanzierung dieser populären Maßnahmen zur Anhebung des Lebensstandards in einem im Vergleich zur Hauptstadt Havanna lange vernachlässigten Teil Kubas war allerdings nur durch großzügige Förderung seitens der von Expósitos Schwiegervater, Staatspräsident Raúl Castro, geführten Zentralregierung möglich. Die mit Hilfe dieser stillen Privilegierung beförderten Erfolge Expósitos und seine prominente Darstellung in den staatlichen Medien machten ihn im In- und Ausland bekannt. Nachdem Castro zum Auftakt des VI. Parteitags eine bevorstehende Ablösung der historischen Führungsgeneration und ein notwendiges Nachrücken jüngerer Parteimitglieder angekündigt hatte, nannten ausländische Medien Expósito als einen möglichen Kandidaten für einen höheren Posten in der Parteihierarchie. Er wurde auf dem Parteitag allerdings nicht für das von 24 auf 15 Mitglieder verkleinerte Politbüro nominiert.

## Auszeichnungen
Am 1. Mai 2016 verlieh ihm Präsident Raúl Castro im Namen des Staatsrates die Auszeichnung „Held der Arbeit der Republik Kuba“.